# Manoel José de Oliveira
Manoel José de Oliveira (Rio de Janeiro, 27 de agosto de 1828 – 26 de novembro de 1883) foi um médico brasileiro.
Doutorado em medicina pela Faculdade de Medicina do Rio de Janeiro em 1852, defendendo a tese “Que Fenômenos se Passam no Pericarpo na Época da Disseminação”. Foi eleito membro da Academia Nacional de Medicina em 1878, sucedendo José Martins da Cruz Jobim na Cadeira 41, patrono desta cadeira.